# Hrad Estenských
Hrad Estenských (Castello Estense) je městský hrad ve Ferraře v Itálii, který sloužil jako rezidence vévodů Estenských především ve 14. až 16. století. Když se na konci 16. století hlavní sídlo rodu přesunulo do Modeny, ztratil hrad na významu. Po sjednocení Itálie byl hrad zakoupen provincií Emilia-Romagna a dnes se v něm nacházejí bohaté rodové sbírky umění a estenská zbrojnice. Byl vážně poškozen zemětřesením v roce 2012.
Hrad vznikl následkem lidové vzpoury roku 1385, kdy byl markýz Mikuláš II. Estenský ve svém tehdejším paláci (dnešní Palazzo Comunale) ohrožen rozhněvaným davem a rozhodl se po potlačení rebelie vystavět odolnější budovu. Projektem byl pověřen architekt Bartolino da Novara, jenž využil stávající hradební věž Torre dei Leoni a dostavěl další části hradu. Ten byl spojen dřevěným mostem s palácem Estenských, aby se jeho obyvatelé mohli rychle uchýlit do bezpečí hradu. Postupem doby hrad začal ztrácet obrannou funkci, byly v něm budovány další obytné prostory a stal se součástí paláce. Definitivní přeměna na obytný palác proběhla po požáru 1544, který značně poničil dosavadní sídlo; provedl ji architekt Girolamo da Carpi a nařídil vévoda Herkules II. Estenský. Tím komplex získal v zásadě dnešní podobu. Jde o pevnost čtyřúhelníkového půdorysu se čtyřmi věžemi v nárožích (Torre Marchesana, Torre di San Paolo, Torre di Santa Caterina a nejstarší Torre dei Leoni).